# Arts asiatiques (revue)
La revue Arts asiatiques poursuit sous l'égide du musée Guimet et du musée Cernuschi la mission que s'était attribuée la Revue des Arts asiatiques, fondée en 1924 et interrompue par la Seconde Guerre mondiale. Arts asiatiques paraît chaque année, avec des articles de fond, illustrés, sur des questions d'archéologie et d'arts de l'Asie. Une chronique et des comptes rendus accompagnent ces articles. Les anciens numéros sont mis en ligne (sauf illustrations quand il n'a pas été précisé qu'elles pouvaient être reproduites) sur le portail Persée. 
Depuis 1962, l'École française d'Extrême-Orient en assure l'édition, avec le concours du Centre national de la recherche scientifique et de la Direction des musées de France.
« Arts asiatiques est la revue des principaux centres français d’études et de présentation des arts orientaux et se veut un trait d’union entre le monde de la recherche et celui des musées, en France et à l’étranger. Ses aspects sont multiples : publier les résultats de l’archéologie de terrain, éditer des documents iconographiques ou des textes explicatifs des arts plastiques, restituer le contexte culturel d’une œuvre d’art ou en décrire la technique ou la matérialité, attirer l’attention sur une trouvaille heureuse, une exposition-phare ou sur les nouvelles acquisitions d’un musée, est toujours, pour Arts asiatiques, l’occasion d’offrir à tous, spécialistes ou amateurs d’art, l’accès aux sources orientales les plus authentiques. »

## Note
1. ↑  Les numéros en ligne sur le portail Persée
2. ↑  Arts asiatiques - École française d'Extrême-Orient

## Référence
- « Arts asiatiques », sur École française d'Extrême-Orient (consulté le 7 avril 2018).